# بوگونیو
بوگونیو (به ایتالیایی: Bogogno) یک کومونه در ایتالیا است که در استان نووارا واقع شده‌است.

## خصوصیات
بوگونیو ۸٫۴ کیلومترمربع مساحت و ۱٬۲۲۱ نفر جمعیت دارد.